# Nödinge landskommun
Nödinge (lands)kommun var en kommun i före detta Älvsborgs län. 

## Administrativ historik
I samband med att 1862 års kommunalförordningar trädde i kraft inrättades denna kommun i Nödinge socken i Ale härad i Västergötland.
Till att börja med omfattade kommunen endast norra delen av Nödinge församling, liksom även Nödinge jordebokssocken alltid hade gjort. Södra delen av församlingen, Skårdals skate (motsvarande större delen av den nuvarande tätorten Surte), ingick i Rödbo kommun och Kungälvs jordebokssocken i Västra Hisings härad i Göteborgs och Bohus län. 
Från och med 1889 reglerades indelningen, så att även denna del av Nödinge församling kom att ingå i kommunen och jordebokssocknen med samma namn, och därmed också överfördes till Ale härad och Älvsborgs län. 
1935 överfördes byn Södra Surte från Angereds landskommun. Den intilliggande byn Norra Surte hade sedan tidigare alltid tillhört Nödinge församling (och före 1889 var den en del av Skårdals skate), men de bägge byarna var alltså sedan urminnes tider åtskilda av en sockengräns. På Norra Surte anlades 1863 Surte glasbruk, och 1877 öppnades en station på den då nya Bergslagsbanan. Samhället Surte som växte upp däromkring spreds så småningom över gränsen till Angered, varvid det blev mer rationellt att flytta gränsen så att hela orten kom att tillhöra samma kommun. 
Därefter skedde inga väsentliga ändringar av kommunens gränser, och 1952 års kommunreform berörde den inte. 1974 uppgick den i då nybildade Ale kommun.

### Kyrklig tillhörighet
I kyrkligt hänseende tillhörde kommunen Nödinge församling.

## Geografi
Nödinge landskommun omfattade den 1 januari 1952 en areal av 36,91 km², varav 33,81 km² land.

### Tätorter i kommunen 1960
| Tätort  | Folkmängd |
| ------- | --------- |
| Surte   | 4 557     |
| Nödinge | 375       |

Tätortsgraden i kommunen var den 1 november 1960 88,8 procent.

## Befolkningsutveckling
| Befolkningsutvecklingen i Nödinge kommun                               | Befolkningsutvecklingen i Nödinge kommun | Befolkningsutvecklingen i Nödinge kommun | Befolkningsutvecklingen i Nödinge kommun | Befolkningsutvecklingen i Nödinge kommun |
| ---------------------------------------------------------------------- | ---------------------------------------- | ---------------------------------------- | ---------------------------------------- | ---------------------------------------- |
|                                                                        |                                          |                                          |                                          |                                          |
| År                                                                     |                                          |                                          | Invånare                                 |                                          |
| 1860                                                                   | 1860                                     |                                          | 532                                      | 532                                      |
| 1870                                                                   | 1870                                     |                                          | 506                                      | 506                                      |
| 1880                                                                   | 1880                                     |                                          | 500                                      | 500                                      |
| 1890*                                                                  | 1890*                                    |                                          | 1 252                                    | 1 252                                    |
| 1900                                                                   | 1900                                     |                                          | 1 845                                    | 1 845                                    |
| 1910                                                                   | 1910                                     |                                          | 2 209                                    | 2 209                                    |
| 1920                                                                   | 1920                                     |                                          | 2 579                                    | 2 579                                    |
| 1930                                                                   | 1930                                     |                                          | 2 737                                    | 2 737                                    |
| 1940*                                                                  | 1940*                                    |                                          | 3 885                                    | 3 885                                    |
| 1950                                                                   | 1950                                     |                                          | 4 639                                    | 4 639                                    |
| 1960                                                                   | 1960                                     |                                          | 5 586                                    | 5 586                                    |
| 1970                                                                   | 1970                                     |                                          | 8 295                                    | 8 295                                    |
| Källor: SCB - Folkräkning 1870 - 1970 Folkmängdsdatabasen Tabellverket |                                          |                                          |                                          |                                          |

Anmärkningar: 
- Skårdals skate hade 254 invånare år 1860, 470 invånare år 1870 och 526 invånare år 1880.
- Genom införlivnandet av Skårdals skate 1889 blev folkmängden mer än fördubblad.
- När Södra Surte införlivades 1935 hade det 501 invånare.

## Politik

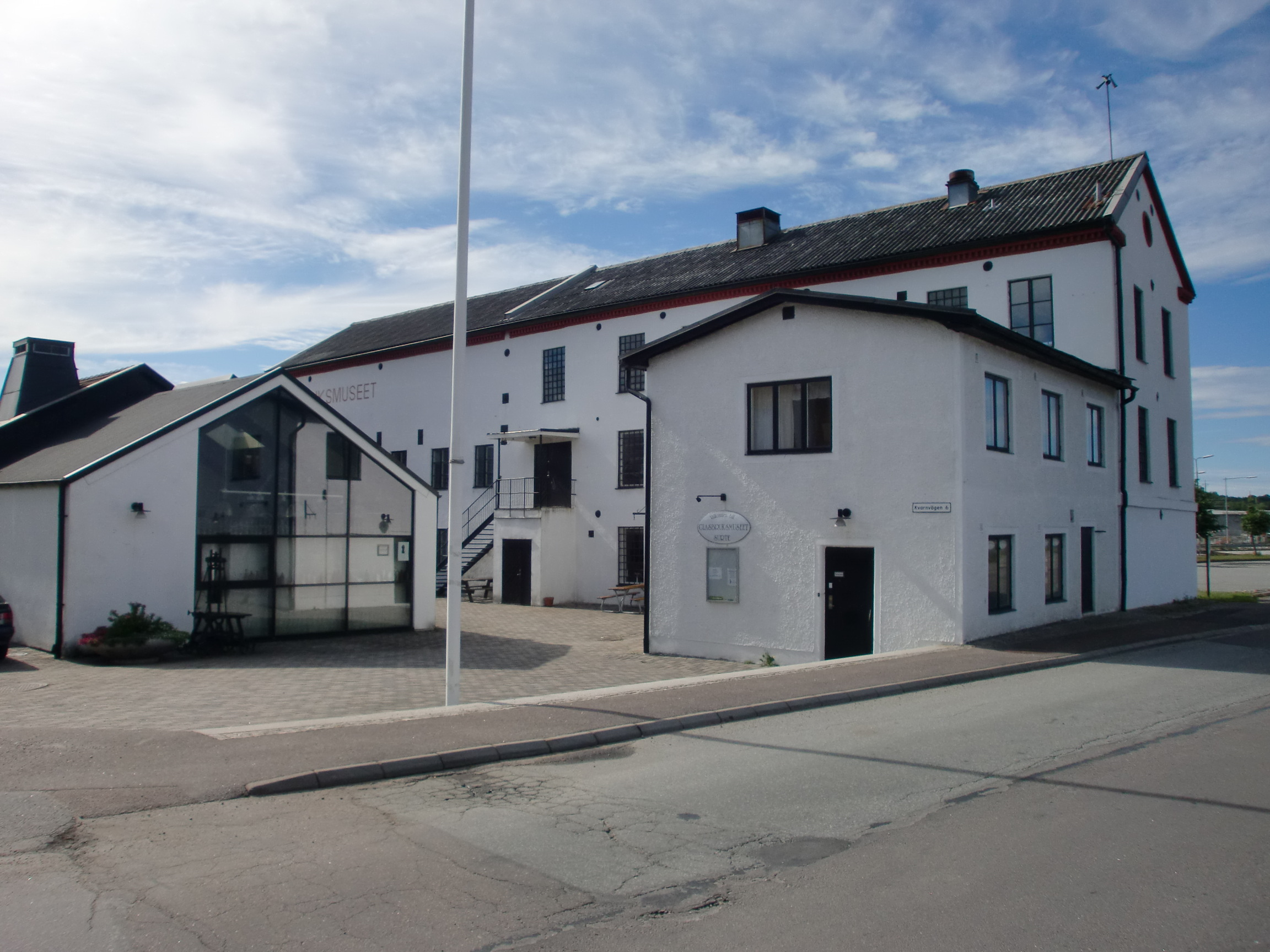
Glasbruksmuseet i Surte, inhyst i det gamla glasbruket

### Mandatfördelning i valen 1938-1970
| 21 | 1 | 2 |

| 22 |

| 2 | 18 | 2 | 2 |

| 22 |

| 20 | 2 | 1 | 1 |

| 22 |

| 18 | 1 | 5 |

| 20 | 4 |

| 1 | 17 | 1 | 5 |

| 21 |

|  | 18 |  | 4 | 2 |

| 23 |

|  | 19 |  | 4 |  |

| 23 |

| 2 | 15 | 2 | 5 | 2 |

| 22 | 4 |

| 2 | 18 | 4 | 6 |  |

| 23 | 8 |